# جوزپه کرسپی
جوزپه کرسپی (ایتالیایی: Giuseppe Crespi; ۱۴ مارس ۱۶۶۵ – ۱۶ ژوئیهٔ ۱۷۴۷) نقاش اهل ایتالیا بود.
وی بیشتر آثارش با موضوع انسان‌ها و با سبک باروک بوده‌است.

## نگارخانه

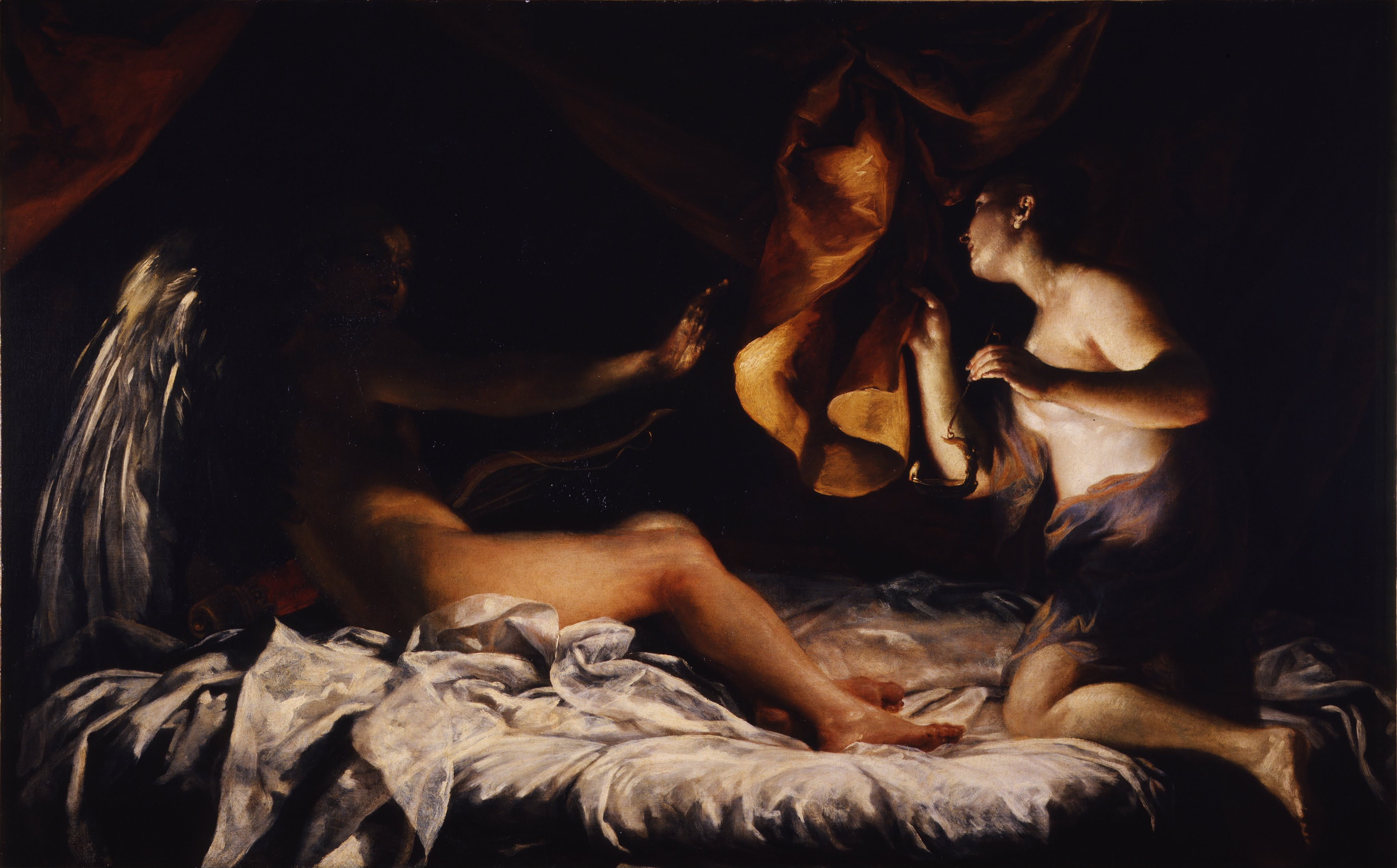
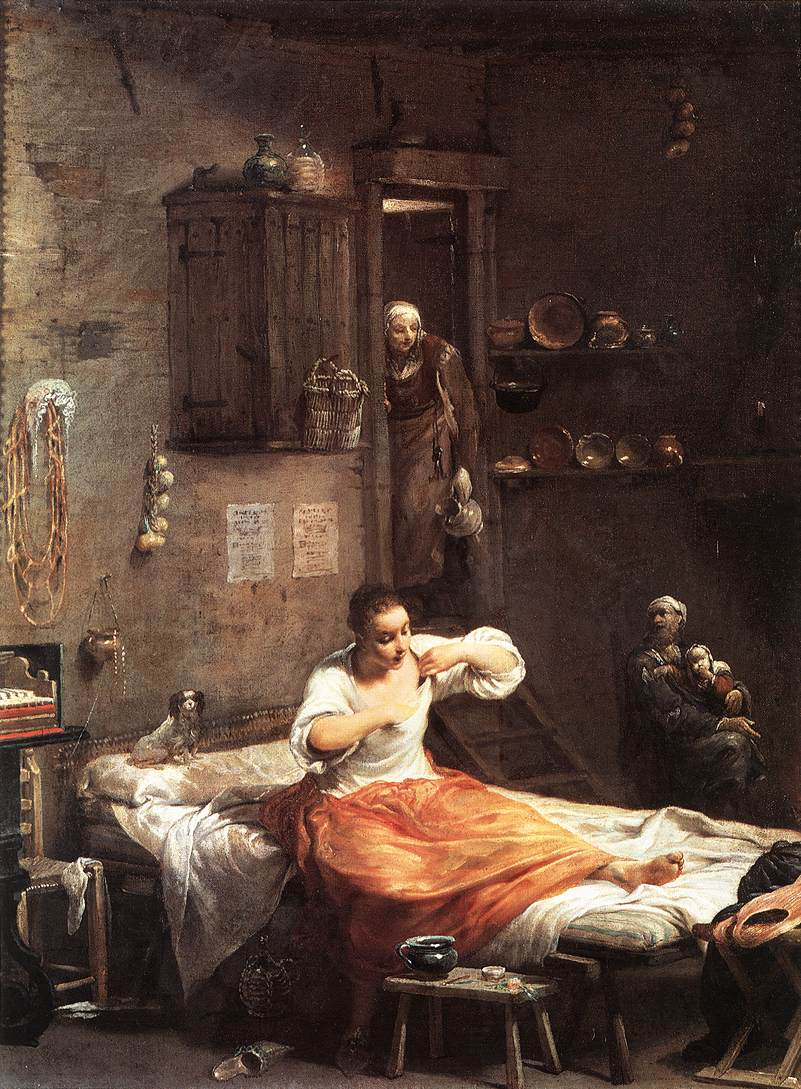
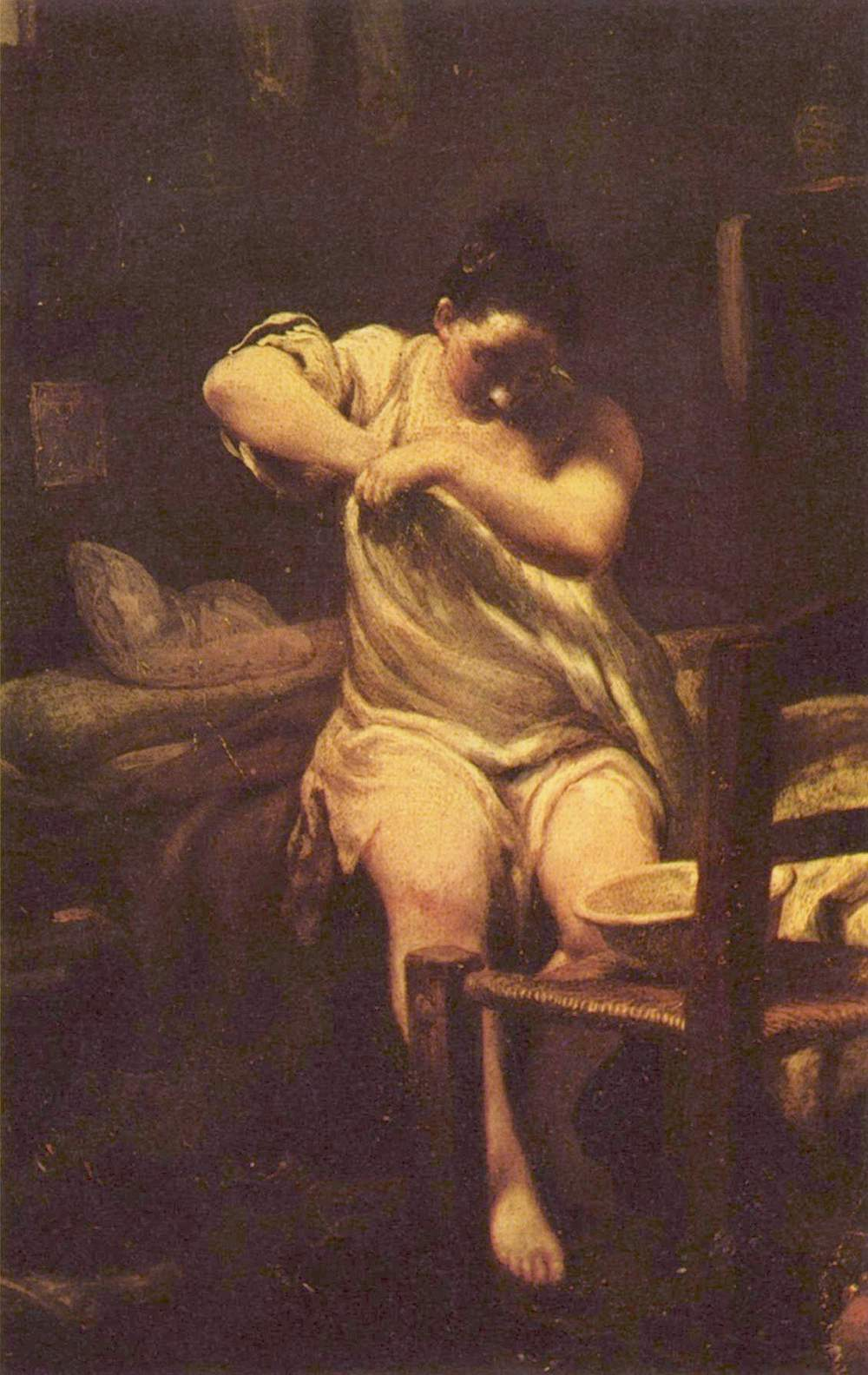
Searching for Fleas
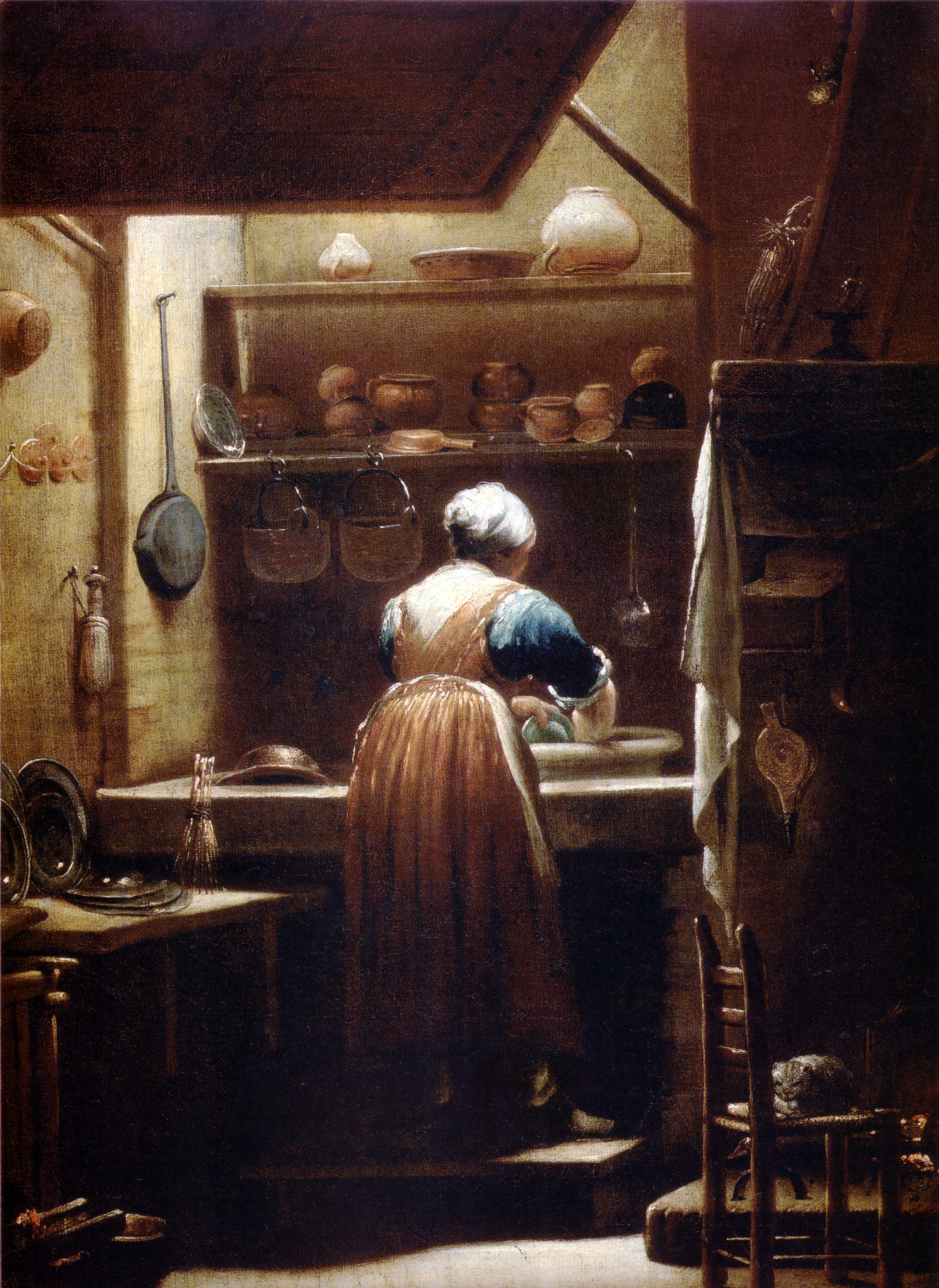
Kitchenmaid
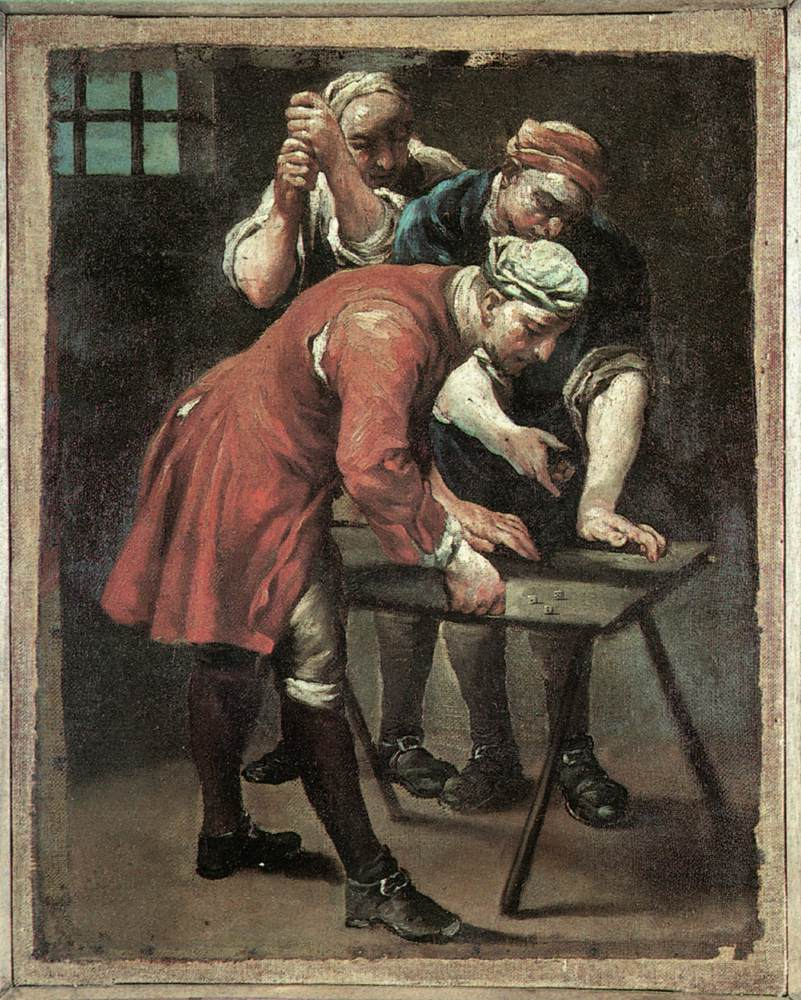
Dice players
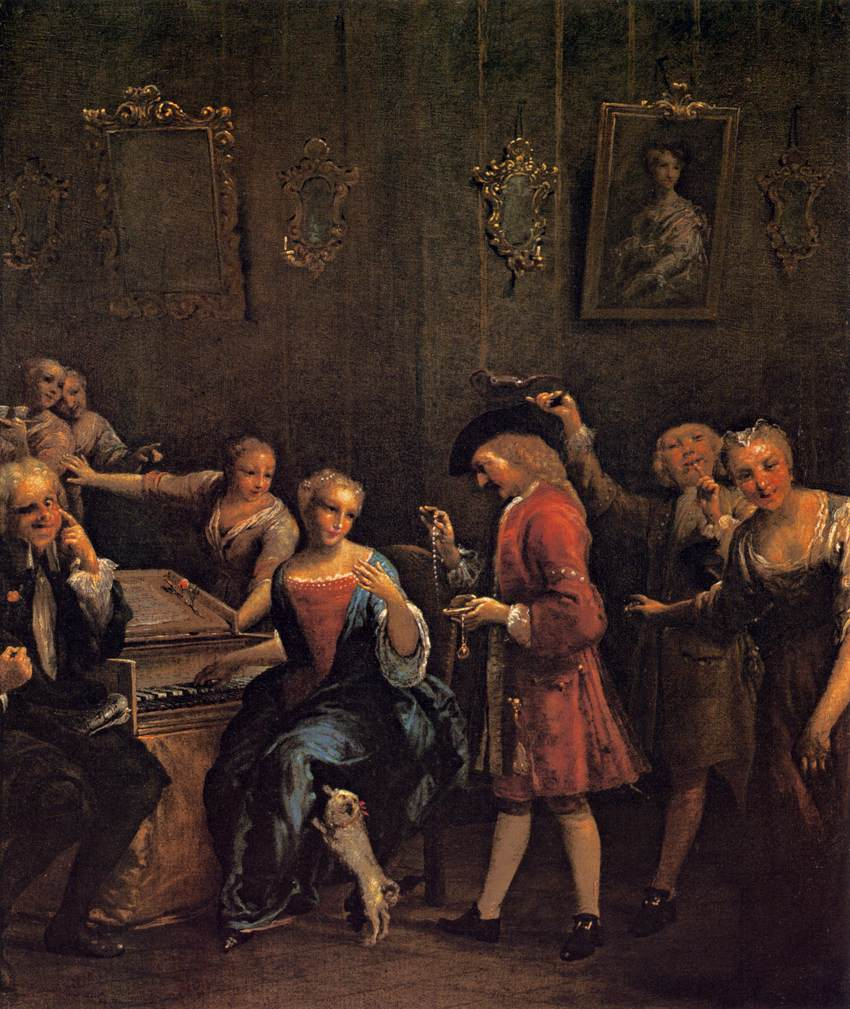
The Courted Singer
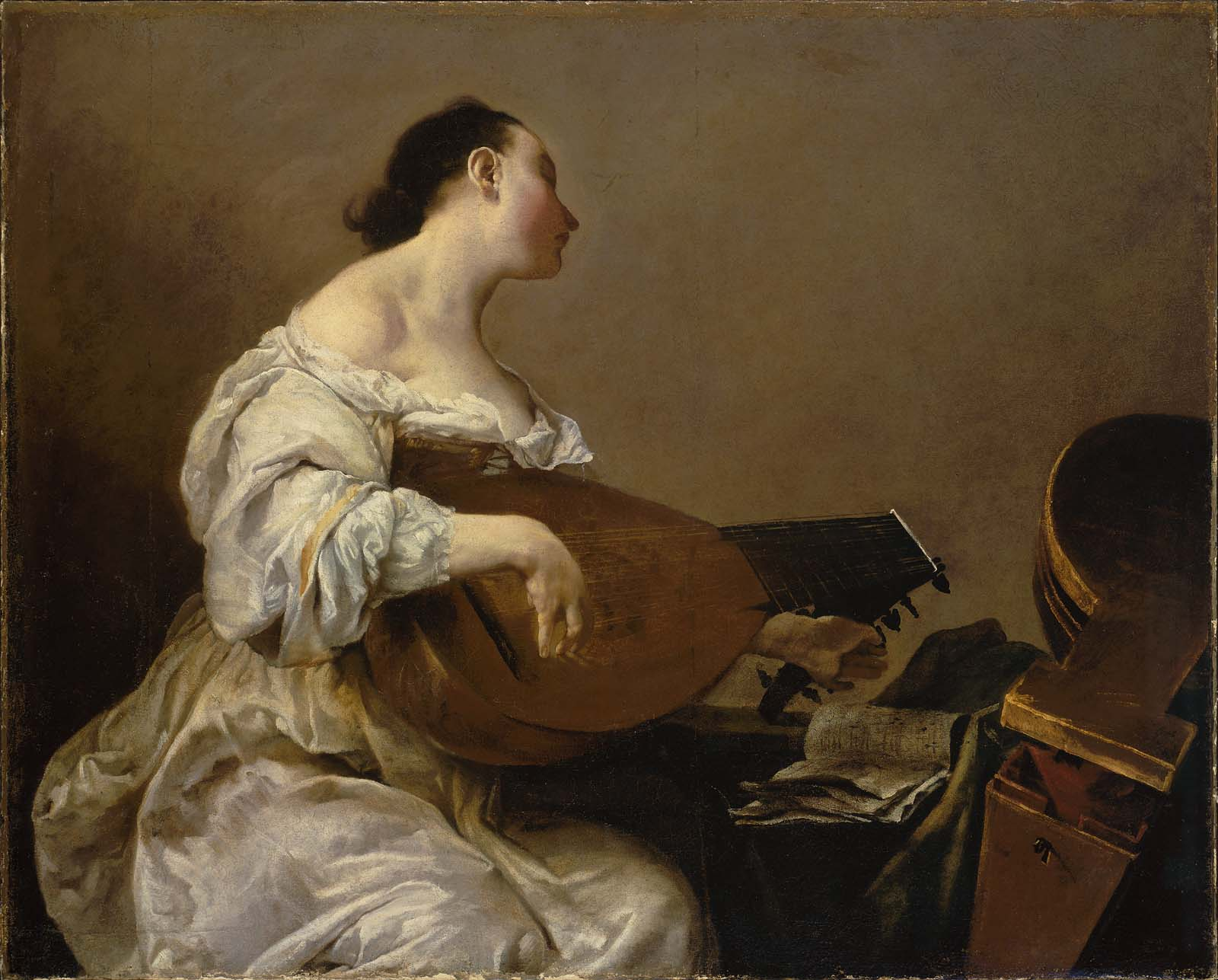
Woman with Lute
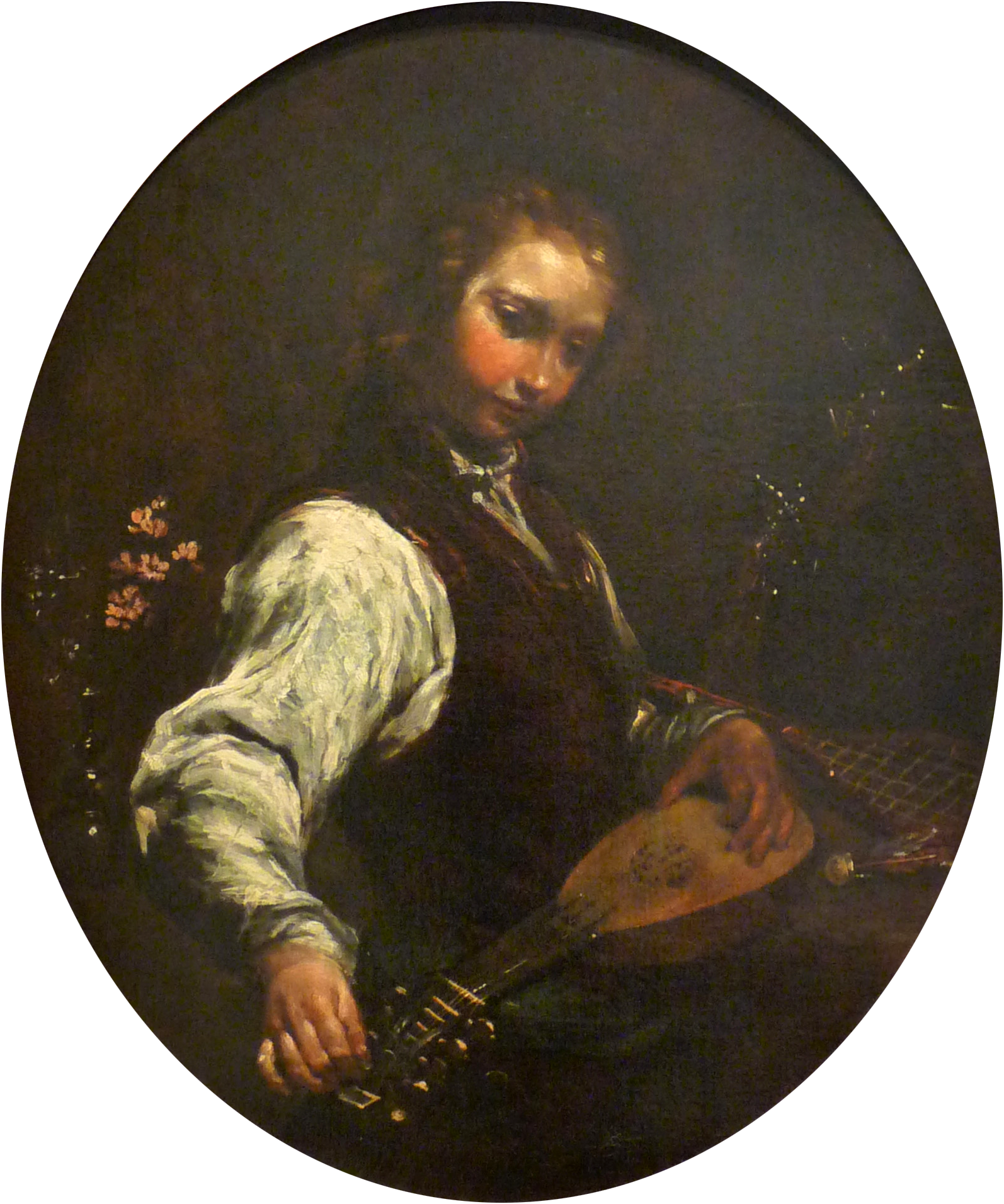
Woman with Pandurina
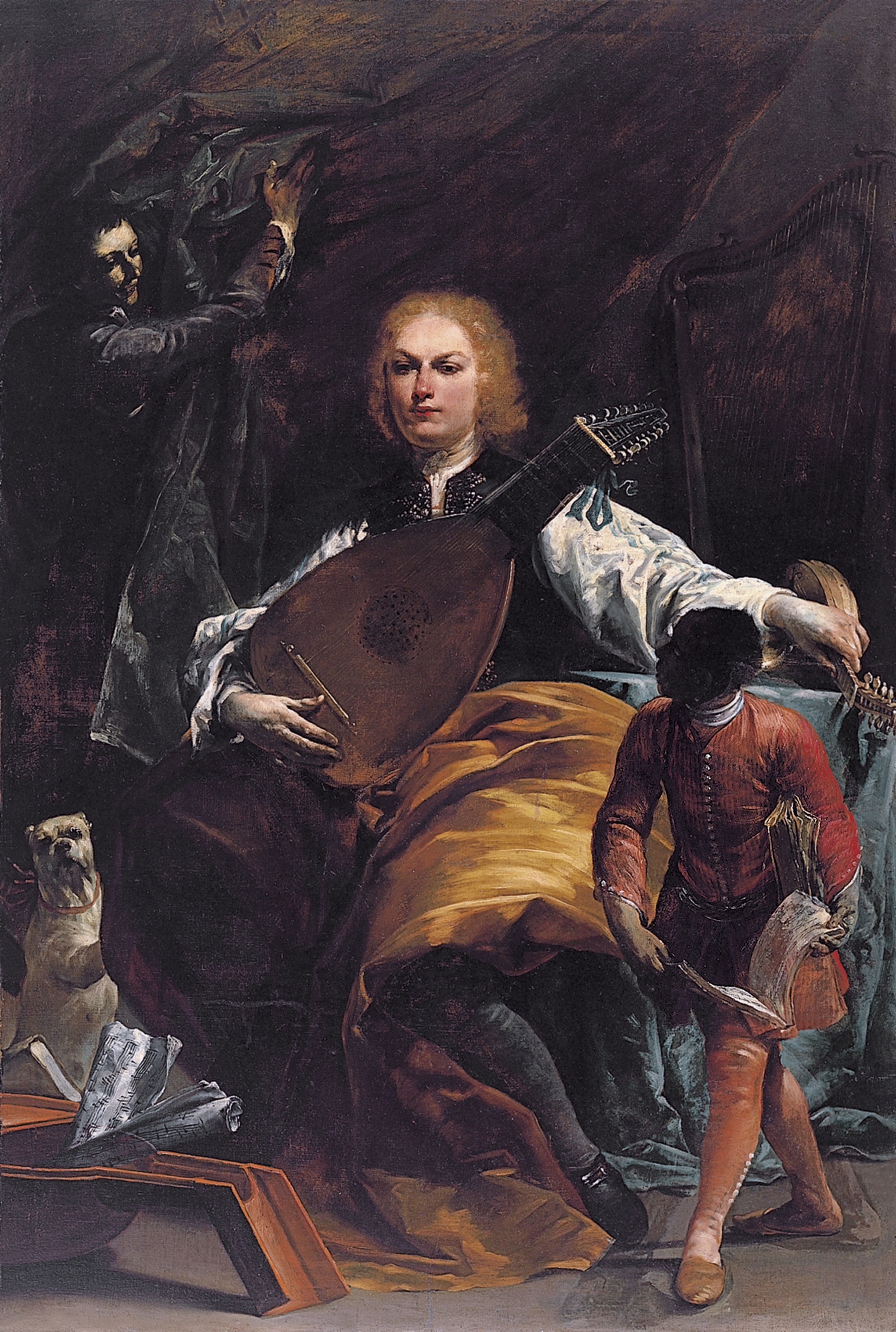
Count Fulvio Grati
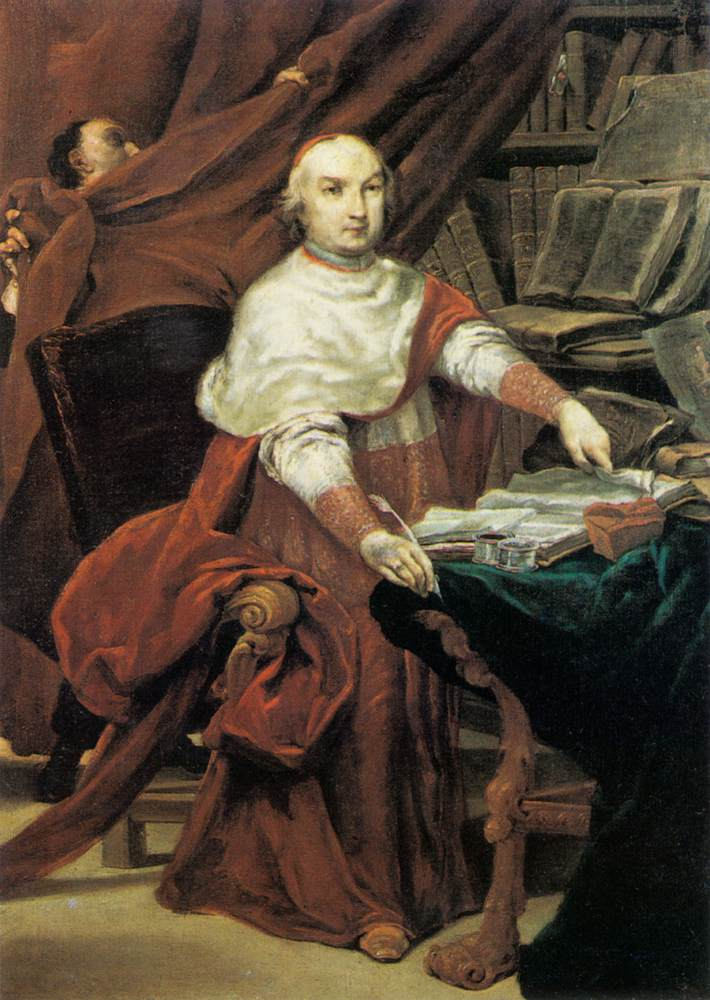
Cardinal Prospero Lambertini